# The Next Day (single)
The Next Day is een nummer van de Britse muzikant David Bowie, uitgebracht als de eerste track van het gelijknamige album The Next Day uit 2013. Op 17 juni van dat jaar werd het nummer uitgebracht als de derde single van het album en bereikte de 179e plaats in het Verenigd Koninkrijk. Deze singlerelease ging echter niet zonder ophef voorbij, aangezien sommige christenen vonden dat het nummer het christendom te veel op de hak nam.

## Videoclip
De videoclip van het nummer debuteerde op 8 mei 2013. Deze werd geregisseerd door Floria Sigismondi, die ook de clip voor de voorgaande single "The Stars (Are Out Tonight)" regisseerde. In de clip zijn naast Bowie ook de Engelse acteur Gary Oldman en de Franse actrice Marion Cotillard te zien. Bowie speelt een christelijk figuur terwijl Oldman de rol van een bisschop op zich neemt. Bowie treedt op in een bar genaamd The Decameron - een referentie naar Giovanni Boccaccio's meesterwerk Decamerone dat ook bekend staat om de satirische afbeelding van geestelijken - waar op dat moment religieuze figuren en halfnaakte vrouwen aanwezig zijn. Het karakter van Cotillard (waarvan wordt aangenomen dat zij een prostituee speelt) die lijdt aan een stigmata waarbij gedetailleerd te zien is hoe het bloed uit haar wonden stroomt terwijl de priester met haar danst. Andere horrorelementen, zoals oogballen die worden geserveerd als voedsel, zijn ook present. De video eindigt met de gestigmatiseerde vrouw die opnieuw wordt geboren als een onschuldig meisje en Bowie die zegt "Thank you Gary, thank you Marion, thank you everybody", voordat hij verdwijnt.
De video kreeg wijde aandacht en veroorzaakte ophef - zo werd de video slechts twee uur na plaatsing verwijderd van YouTube vanwege een "overschrijding van de gebruiksvoorwaarden van YouTube". Korte tijd later werd de video teruggeplaatst met een leeftijdsbeperking.
Ook bemoeiden verschillende christelijke organisaties zich met de video. William Anthony Donohue, de leider van de Katholieke Bond voor Religieuze en Burgerrechten, gaf de video grote kritiek, waarbij hij het "een zooitje" noemde en aan Bowie refereerde als "een biseksuele Londenaar". De voormalige aartsbisschop van Canterbury, George Carey, bekritiseerde het nummer als "jeugdig" en riep andere christenen op om "erboven te staan". Ook betwijfelde hij of Bowie het ook aan zou durven om beelden uit de islam te gebruiken. Andrea Williams van Christian Concern vroeg zich af wat het nut van de video was, terwijl Jack Volero van Catholic Voices het "wanhopig" noemde. Als een reactie op deze kritieken kwam de website van Bowie met een statement, waarin onder anderen een expliciete reactie wordt gegeven aan de geserveerde oogballen, wat een referentie was aan Lucia van Syracuse.

## Muzikanten
- David Bowie: leadzang, akoestische gitaar
- David Torn, Gerry Leonard: gitaar
- Gail Ann Dorsey: basgitaar, achtergrondzang
- Tony Visconti: snaararrangement
- Zachary Alford: drums